# Franck Rollès
Pas d'image ? Cliquez ici

a Compétitions nationales et continentales officielles uniquement.

Franck Rollès, né le 13 février 1967 à Valence (Drôme), est un joueur français de rugby, évoluant au poste de troisième ligne centre notamment pour la Section paloise.
Avec la Section paloise, il remporte le Challenge européen en 2000.

## Carrière
Franck Rollès commence le rugby à Beauvallon.
Il joue ensuite pour les clubs du Valence sportif, d'Istres sports rugby, de l'US Montauban, du Lyon OU avant de rejoindre la Section paloise.
Avec son club de la Section Paloise il est finaliste du Challenge Yves du Manoir 1996, puis remporte le trophée national de la coupe de France Yves-du-Manoir, titulaire lors d'une victoire 13-11 face au CS Bourgoin-Jallieu l’année suivante.
Il atteint également la demi-finale de la Coupe d'Europe 1998 puis remporte le Bouclier européen 2000.

## Palmarès
- Finaliste du Challenge Yves du Manoir 1996
- Vainqueur de la Coupe de France Yves du Manoir 1997
- Vainqueur du Bouclier européen 2000